# 4 Puppis
4 Puppis är en gulvit stjärna i huvudserien i Akterskeppets stjärnbild.
Stjärnan har visuell magnitud +5,03 och är svagt synlig för blotta ögat vid normal seeing. Den befinner sig på ett avstånd av ungefär 235 ljusår.